# Hendrik Prins
Hendrik Prins fue un violinista alemán de origen holandés nacido en La Haya, Países Bajos, el 12 de septiembre de 1881 y asesinado en el campo de concentración de Auschwitz, actual Polonia, el 26 de junio o julio de 1943.

## Biografía
Aprendió a tocar el violín en La Haya. Estudió en Dresde con Henri Willem Petri. En 1901 usaba el nombre de Henri, estaba radicado en Londres y era uno de los primeros violines en la orquesta de Queen´s Hall bajo conducción de Henry Wood.
Henri Prins fue solista en un concierto del Coro Mixto en Venlo el 10 de enero de 1902. La reseña en el periódico local fue muy elogiosa. Tocó, entre otros, los primeros dos tiempos del Concierto para violín no. 1 de Bruch y tras un largo aplauso tuvo la delicadeza de tocar una de las composiciones de Gerhard Hamm quien estaba presente en el concierto.
Fue concertino en Altenburgo. En su despedida de Altenburgo tocó con su antiguo profesor Petri el Concierto para dos violines de Bach. Después fue durante diez años (1909-1919) concertino de la orquesta del teatro de la ciudad de Estrasburgo bajo la conducción de Hans Erich Pfizner. Tuvo que abandonar Estrasburgo tras la anexión de la Alsacia por Francia en 1919. Después fue concertino de la Ópera de Chemnitz y  en 1921 de la orquesta de la Ópera de Hannover. En 1922 obtuvo la ciudadanía alemana. Tocó en el Festival de Bayreuth en 1909. Sin embargo, fue apartado de la orquesta del Festival a partir de 1924 por la intransigencia del director de orquesta Karl Muck. En 1933 se vio obligado a jubilarse. No quiso abandonar Alemania. En 1943 fue deportado al campo de Auschwitz donde fue asesinado.